# De Haar (Assen)
 De Haar  is een buurtschap behorend tot de gemeente Assen, provincie Drenthe (Nederland).

## Geografie
De buurtschap is gelegen ten zuidwesten van Assen. In deze buurtschap ligt ook het TT-Circuit Assen.

## Trivia
- De toevoeging 'haar' betekent: hoge rug in het landschap begroeid met grassen en struikgewas.[1]

Ter Aard · Anreep · Graswijk · De Haar · Loon · Norgervaart (deels) · Rhee · Schieven · Ubbena · Witten · Zeijerveen · Zeijerveld

Drenthe: Steden en dorpen      Nederland: Provincies · Gemeenten